# Arbeitsförderungszentrum
Arbeitsförderungszentrum (AFZ) ist die Bezeichnung mehrerer Bildungsträger in der Bundesrepublik Deutschland, die jungen und erwachsenen Menschen Aus- und Weiterbildung, Förderung und Unterstützung in ihrer aktuellen Lebenssituation anbieten.

## Geschichte
Die Arbeitsförderungszentren sind in den 1980er Jahren auf kommunale Initiative vor Ort entstanden, durch Engagement der Kommune und im betreffenden Bereich tätiger Verbände und Organisationen. Das AFZ Meiningen ist hierbei eine später verselbständigte Tochter des AFZ Schweinfurt, die Gründung in Bremen und Bremerhaven (mit dem Namen AFZ Arbeitsnetwork) erfolgte unabhängig davon. Alle Arbeitsförderungszentren sind überwiegend regional tätig, mit lokalen Schwerpunkten am Sitz der Gesellschaft und verschiedenen Zweigstellen.

## Angebote
Die Mitarbeiter der Arbeitsförderungszentren unterstützen vor allem arbeitssuchende und hilfebedürftige Menschen bei ihrer Wiedereingliederung auf dem Arbeitsmarkt. Sie führen Umschulungen, Weiterbildungen, weitere Maßnahmen und Beratungsangebote durch und sind großteils öffentlich finanziert. Sie unterhalten hierzu eigene Einrichtungen, wie Bildungszentren, Übungswerkstätten und -läden sowie Jugendherbergen. Sie arbeiten hierbei häufig mit der Bundesagentur für Arbeit, Jobcentern oder Optionskommunen zusammen.
Die verschiedenen Arbeitsförderungszentren sind gemeinnützige Einrichtungen, arbeiten unabhängig voneinander und sind als eingetragener Verein oder Gesellschaft mit beschränkter Haftung organisiert. Arbeitsförderungszentren existieren in Bremen (mit Vertretung in Bremerhaven), Bad Kissingen u. a.) und in Meiningen. Zum Teil besitzen sie Tochtergesellschaften, in denen geförderte Beschäftigungen für schwer Vermittelbare durchgeführt werden (Firma Personal Aktiv des AFZ Bremerhaven).